# Sandesh Jhingan
Sandesh Jhingan (* 21. července 1993) je indický fotbalista, který hraje jako obránce za indický klub Goa a indickou reprezentaci. Hrál na Mistrovství Asie ve fotbale 2019 a Mistrovství Asie ve fotbale 2023.

## Osobní život
Dne 21. srpna 2020 se Jhingan stal dvacátým sedmým fotbalistou, který obdržel ocenění Arjuna Award. Jhingan je fanouškem anglikého klubu Manchester United FC.
Je ženatý s Ivankou Pavlovovou, fotografkou z Ruska.